# فرناندو الثاني
فرناندو الثاني (10 مارس 1452 – 23 كانون الثاني 1516) ملك أراغون من (1479- 1516) بصفته فرناندو الثاني وملك صقلية (1468-1516) وملك نابولي (1504-1516) وملك فالنسيا وسردينيا ونافارا وكونت برشلونة وملك قشتالة (1474-1504) بصفته فرناندو الخامس كقرين لزوجته الملكة إيزابيلا الأولى. وحاكما فعليا على هذا البلد من عام 1508 إلى وفاته.

## السيرة الذاتية
فرناندو ولد في أراغون وهو ابن للملك خوان الثاني ملك أراغون والملكة خوانا إنريكس. متزوج من ايزابيلا أخت هنري الرابع ملك قشتالة في 19 تشرين الأول 1469 في بلد الوليد. وقد أصبح ملكا مشتركا على قشتالة بصفته فرناندو الخامس بعد أن ورثت ايزابيلا المملكة من اخيها المتوفي سنة 1474 لتصبح الملكة ايزابيلا الأولى ملكة قشتالة. وقد قاما بالحرب معا ضد الأميرة جوان وأبنة الملك هنري الرابع وخوانا بعد أن سببت حربا اهلية للإطاحة بالملكة ايزابيلا انتهت بانتصار ايزابيلا. وعندما ورث فرناندو اباه كملك على أراغون في عام 1479 توحدت المملكتان أراغون وقشتالة وجميع المقاطعات التابعة لهما بمسمى جديد إسبانيا. وأول ملكة حملت اللقبين هي ابنتهما جوانا الأولى ولكن ابنها كارلوس الأول هو أول من لقب بملك إسبانيا.

## عائلته
من زواجه من الملكة ايزابيلا الأولى حصل الملك فرديناند على خمسة أطفال وكلهم تزوجوا من عائلات ملكية هامة في أوروبا:-
- إيزابيلا (1470-1498) أميرة أستورياس (1470-1478) و (1497-1498) تزوجت أول مرة من الأمير أفونسو أمير البرتغال ولكن بعد وفاته تزوجت للمرة الثانية من قريبه مانويل الأول ملك البرتغال وقد توفت أثناء ولادتها ابنها ميغيل دا باز (1498-1500)، أمير البرتغال وأستورياس توفي في طفولته.
- خوان، أمير أستورياس (1478-1497) متزوج من مارغريت هابسبورغ أبنة الملك ماكسيمليان الأول، إمبراطور روماني مقدس توفي أثر مرض.
- جوانا الأولى المعروفة بـالمجنونة (1479-1555) أميرة أستورياس (1500-1504) وملكة قشتالة (1504-1555) وملكة أراغون (1516-1555) متزوجة من فيليب هابسبورغ، الأول من قشتالة ابن ماكسيمليان الأول، إمبراطور روماني مقدس وهي أم الملكين كارلوس الأول من إسبانيا والخامس من الإمبراطورية الرومانية المقدسة فرديناند الأول، إمبراطور روماني مقدس كاثرين، ملكة البرتغال وحفيدها فيليب الثاني ملك إسبانيا توج ملكاً عام 1556.
- ماريا من أراغون (1482-1517) متزوجة من الملك مانويل الأول ملك البرتغال أرمل أختها إيزابيلا، وهي أم الملك جواو الثالث ملك البرتغال وإيزابيلا، ملكة إسبانيا والكاردينال هنريك ملك البرتغال.
- كاترين من أراغون (1485-1536) متزوجة من الأمير آرثر أمير ويلز وريث وابن الملك هنري السابع ملك إنجلترا وبعد وفاة الأمير تزوجت من أخيه هنري دوق يورك الذي أصبح فيما بعد أمير ويلز وبعدها أصبح الملك هنري الثامن ملك إنجلترا لتصبح هي بدورها ملكة على انجلترا وهي أم للملكة ماري الأولى ملكة إنجلترا.

عند وفاة زوجته تزوج من جيرمين من فوا، هي أصل حفيدة أخته إليانور، أنجبت له أبن وحيد:-
- خوان، أمير جرندة (1509)، ولد وتوفي في نفس اليوم.

وأيضا له العديد من الأبناء غير الشرعيين:-
- ألفونسو (1520-1470) هو أسقف سرقسطة.
- خوانا (1471- بعد 1522).
- ماريا (1543-1477) هي راهبة.
- ماريا (1550-1483).

## معلومات إضافية
فرناندو الثاني (10 مارس 1452 - 23 يناير 1516) أحد الملوك الكاثوليك، ملك آرغون ثم إسبانيا بعد وحدتها مع قشتالة.
- ابن الملك خوان الثاني من زوجته الملكة خوانا إنريكس
- تزوج من الملكة ايزابيلا الأولى ملكة قشتالة وتمكن الأسبان خلال حكمهما من طرد المسلمين من إسبانيا والاستيلاء على غرناطة من الحكم الإسلامي.
- أنشئت خلال عهده محاكم التفتيش.
- تقاسم وزوجته الحكم في إسبانيا الموحدة.
- انجب من الملكة ايزابيلا الأولى 4 بنات (اإحداهن، خوانا الأولى) وولد (توفي صغيرا).
- بعد وفاة ايزابيلا تزوج من أميرة شابة فرنسية تدعي جيرمين من فوا.

## معرض صور

## روابط خارجية
- فرناندو الثاني على موقع الموسوعة البريطانية (الإنجليزية)
- فرناندو الثاني على موقع إن إن دي بي (الإنجليزية)